# Regionalwahlkreis Niederösterreich Süd-Ost
Der Regionalwahlkreis Niederösterreich Süd-Ost (ehemals Wahlkreis 3G) war ein Regionalwahlkreis in Österreich, der bei Wahlen zum Nationalrat für die Vergabe der Mandate im ersten Ermittlungsverfahren gebildet wurde. Der Wahlkreis umschloss die politischen Bezirke Baden und Bruck an der Leitha.
Bei der letzten Nationalratswahl 2013 waren im Regionalwahlkreis Niederösterreich Süd-Ost 137.441 Personen wahlberechtigt, wobei bei der Wahl die Sozialdemokratische Partei Österreichs (SPÖ) mit 30,9 % als stärkste Partei hervorging. Von den vier zu vergebenden Grundmandaten entfiel ein Mandat auf die SPÖ.
Vor der Nationalratswahl 2017 wurde der Regionalwahlkreis Niederösterreich Süd-Ost aufgelöst und auf die Regionalwahlkreise Thermenregion und Niederösterreich Ost aufgeteilt.

## Geschichte
Nach dem Ende des Staates Österreich-Ungarn wurde für das Gebiet von Niederösterreich mit der Wahlordnung 1918 für die Wahl der konstituierenden Nationalversammlung mehrere Wahlkreise geschaffen, wobei das Gebiet des heutigen Wahlkreises Niederösterreich Süd-Ost Teil des Wahlkreises Viertel unterm Wienerwald war. Nachdem die Wahlordnung von 1923 von der austrofaschistischen Regierung 1934 außer Kraft gesetzt worden war, wurde die ursprüngliche Einteilung der Wahlkreise nach dem Zweiten Weltkrieg mit dem Verfassungsgesetz vom 19. Oktober 1945 weitgehend wieder eingeführt. In der Folge war der Wahlkreis Viertel unter dem Wienerwald mehrmals von Gebietsverschiebungen betroffen, bis durch die Nationalrats-Wahlordnung 1971 eine tiefgreifende Wahlkreisreform erfolgte. Durch die Nationalrats-Wahlordnung 1971 wurde Anzahl der Wahlkreise in Österreich auf nur noch neun reduziert. Für das Bundesland Niederösterreich bestand in der Folge nur noch ein Wahlkreis, der Wahlkreis Niederösterreich (Wahlkreis 3). Mit Inkrafttreten der Nationalrats-Wahlordnung 1992 wurde das österreichische Bundesgebiet schließlich in 43 Regionalwahlkreise unterteilt und somit ein drittes Ermittlungsverfahren eingeführt, wobei die Bezirke Baden und Bruck an der Leitha zum Wahlkreis Niederösterreich Süd-Ost (Wahlkreis 3G) zusammengefasst wurden. Der Regionalwahlkreis Niederösterreich Süd-Ost erhielt in der Folge 1993 vier Mandate zugewiesen, wobei die Neuberechnung der Mandatsverteilung im Jahr 2002 (nach den Ergebnissen der Volkszählung 2001) zu keinen Veränderungen führte.
Im Zusammenhang mit der Auflösung des Bezirks Wien-Umgebung zum 1. Jänner 2017 erfolgte vor der Nationalratswahl 2017 eine Neuzuordnung von Bezirken zu Regionalwahlkreisen. Dabei wurden die Regionalwahlkreise Niederösterreich Süd-Ost und Wien Umgebung aufgelöst und durch die neu geschaffenen Regionalwahlkreise Thermenregion (mit den Bezirken Baden und Mödling) sowie Niederösterreich Ost (mit den Bezirken Bruck an der Leitha und Gänserndorf) abgelöst.
Seit der Schaffung des Wahlkreises erreichte die SPÖ bei jeder Wahl die relative Mehrheit und erzielte seit 1994 durchgehend ein Mandat im Wahlkreis. Die ÖVP war bei den Nationalratswahlen fast durchwegs auf Platz 2. gelegen, lediglich 1999 konnte die FPÖ mit ihrem bisher besten Wahlergebnis im Wahlkreis die ÖVP auf den 3. Platz zu verdrängen. Dafür gelang es der ÖVP in der Folge 2002 ein Grundmandat zu erobern, das jedoch 2008 wieder verloren ging.

## Wahlergebnisse
| Nationalratswahlen im Regionalwahlkreis Niederösterreich Süd-Ost | Nationalratswahlen im Regionalwahlkreis Niederösterreich Süd-Ost | Nationalratswahlen im Regionalwahlkreis Niederösterreich Süd-Ost | Nationalratswahlen im Regionalwahlkreis Niederösterreich Süd-Ost | Nationalratswahlen im Regionalwahlkreis Niederösterreich Süd-Ost | Nationalratswahlen im Regionalwahlkreis Niederösterreich Süd-Ost | Nationalratswahlen im Regionalwahlkreis Niederösterreich Süd-Ost | Nationalratswahlen im Regionalwahlkreis Niederösterreich Süd-Ost | Nationalratswahlen im Regionalwahlkreis Niederösterreich Süd-Ost | Nationalratswahlen im Regionalwahlkreis Niederösterreich Süd-Ost | Nationalratswahlen im Regionalwahlkreis Niederösterreich Süd-Ost |
| Wahltermin                                                       | GM                                                               |                                                                  | SPÖ                                                              | ÖVP                                                              | FPÖ                                                              | GRÜNE                                                            | BZÖ                                                              | LIF/NEOS                                                         | FRANK                                                            | Sonstige                                                         |
| ---------------------------------------------------------------- | ---------------------------------------------------------------- | ---------------------------------------------------------------- | ---------------------------------------------------------------- | ---------------------------------------------------------------- | ---------------------------------------------------------------- | ---------------------------------------------------------------- | ---------------------------------------------------------------- | ---------------------------------------------------------------- | ---------------------------------------------------------------- | ---------------------------------------------------------------- |
| 9. Oktober 1994                                                  |                                                                  | Stimmenanteile (%)                                               | 41,4                                                             | 24,7                                                             | 19,5                                                             | 5,7                                                              | -                                                                | 7,2                                                              | -                                                                | 1,4                                                              |
| 9. Oktober 1994                                                  | 4                                                                | Grundmandate                                                     | 1                                                                | 0                                                                | 0                                                                | 0                                                                | -                                                                | 0                                                                | -                                                                | 0                                                                |
| 17. Dezember 1995                                                |                                                                  | Stimmenanteile (%)                                               | 43,7                                                             | 26,0                                                             | 19,1                                                             | 3,5                                                              | -                                                                | 6,2                                                              | -                                                                | 1,5                                                              |
| 17. Dezember 1995                                                | 4                                                                | Grundmandate                                                     | 1                                                                | 0                                                                | 0                                                                | 0                                                                | -                                                                | 0                                                                | -                                                                | 0                                                                |
| 3. Oktober 1999                                                  |                                                                  | Stimmenanteile (%)                                               | 39,3                                                             | 23,8                                                             | 25,3                                                             | 5,9                                                              | -                                                                | 3,5                                                              | -                                                                | 2,3                                                              |
| 3. Oktober 1999                                                  | 4                                                                | Grundmandate                                                     | 1                                                                | 0                                                                | 0                                                                | 0                                                                | -                                                                | 0                                                                | -                                                                | 0                                                                |
| 24. November 2002                                                |                                                                  | Stimmenanteile (%)                                               | 43,0                                                             | 39,8                                                             | 8,0                                                              | 7,8                                                              | -                                                                | 0,9                                                              | -                                                                | 0,5                                                              |
| 24. November 2002                                                | 4                                                                | Grundmandate                                                     | 1                                                                | 1                                                                | 0                                                                | 0                                                                | -                                                                | 0                                                                | -                                                                | 0                                                                |
| 1. Oktober 2006                                                  |                                                                  | Stimmenanteile (%)                                               | 42,0                                                             | 30,9                                                             | 11,0                                                             | 9,7                                                              | 2,4                                                              | -                                                                | -                                                                | 4,1                                                              |
| 1. Oktober 2006                                                  | 4                                                                | Grundmandate                                                     | 1                                                                | 1                                                                | 0                                                                | 0                                                                | 0                                                                | -                                                                | -                                                                | 0                                                                |
| 28. September 2008                                               |                                                                  | Stimmenanteile (%)                                               | 34,4                                                             | 24,0                                                             | 20,9                                                             | 8,6                                                              | 7,0                                                              | 2,2                                                              | -                                                                | 2,9                                                              |
| 28. September 2008                                               | 4                                                                | Grundmandate                                                     | 1                                                                | 0                                                                | 0                                                                | 0                                                                | 0                                                                | 0                                                                | -                                                                | 0                                                                |
| 29. September 2013                                               |                                                                  | Stimmenanteile (%)                                               | 30,9                                                             | 22,0                                                             | 21,2                                                             | 10,0                                                             | 2,8                                                              | 5,1                                                              | 6,3                                                              | 1,7                                                              |
| 29. September 2013                                               | 4                                                                | Grundmandate                                                     | 1                                                                | 0                                                                | 0                                                                | 0                                                                | 0                                                                | 0                                                                | 0                                                                | 0                                                                |